# 大竹郵便局
大竹郵便局（おおたけゆうびんきょく）
- 広島県大竹市にある郵便局。本記事にて記述する。

大竹簡易郵便局（おおたけかんいゆうびんきょく）
- 秋田県にかほ市にある簡易郵便局。局番号は86749。

大竹郵便局（おおたけゆうびんきょく）は、広島県大竹市にある郵便局。民営化前の分類では集配普通郵便局であった。

## 概要
住所：〒739-0699 広島県大竹市新町2-10-16

### 出張所（局外ATM）
民営化前は以下の場所に出張所としてATMを設置していた。現在も同じ場所にATMがあるが、管理はゆうちょ銀行広島支店となっている。
- ゆめタウン大竹内出張所

## 沿革
- 1882年（明治15年）8月1日 - 大竹郵便局（五等）として開設[1]。
- 1888年（明治21年）6月1日 - 為替・貯金取扱を開始。
- 1902年（明治35年）1月11日 - 大竹郵便電信局となる。
- 1903年（明治36年）4月1日 - 通信官署官制の施行に伴い大竹郵便局となる。
- 1956年（昭和31年）10月1日 - 電話通話および和文電報受付事務の取扱を開始[2]。
- 1977年（昭和52年）11月28日 - 大竹市新町一丁目から同市新町二丁目に移転。同日、和文電報受付および電話通話業務を大竹電報電話局に移管。
- 1999年（平成11年） - 外国通貨の両替および旅行小切手の売買に関する業務取扱を開始。
- 2007年（平成19年）10月1日 - 民営化に伴い、併設された郵便事業大竹支店に一部業務を移管。
- 2012年（平成24年）10月1日 - 日本郵便株式会社発足に伴い、郵便事業大竹支店を大竹郵便局に統合。

## 取扱内容
- 郵便、印紙、ゆうパック、内容証明
- 貯金、為替、振替、振込、国際送金、国債、投資信託
- 生命保険、バイク自賠責保険、自動車保険
- ゆうちょ銀行ATM
- 大竹市内全域および廿日市市内の一部地域（〒739-06xx）の集配業務
- ゆうゆう窓口

## 周辺
- 大竹市役所大竹支所
- 大竹警察署
- 大竹市大竹会館（アゼリアホール）
- イズミ新町店
- 国道2号

## アクセス
- JR山陽本線 大竹駅から徒歩約8分
- バス 大竹支所前停留所下車
- 広島岩国道路 大竹ICから南へ約3.5km
- 国道186号 大竹郵便局前交差点を北へすぐ
- 駐車場あり：13台